# دوبریتس
دوبریتس (به آلمانی: Dobritz) یک منطقهٔ مسکونی در آلمان است که در تسبرست واقع شده‌است. دوبریتس ۳۰۸ نفر جمعیت دارد.